# Tettnang (hop)
Tettnang is een hopvariëteit, gebruikt voor het brouwen van bier.
Deze hopvariëteit is een “aromahop”, bij het bierbrouwen voornamelijk gebruikt vanwege zijn aromatische eigenschappen. Deze Duitse klassieke hopvariëteit heeft een fijn aroma en wordt voornamelijk geteeld in het zuiden van Duitsland, Baden-Bitburg-Rijnland-Palts maar ook in de regio Hallertau. Het is genoemd naar het stadje Tettnang in Zuid-Duitsland, dat bij het Bodenmeer ligt. Rondom dit stadje ligt een gebied, waar veel hop wordt geteeld. Tettnang wordt gebruikt in Europese lagers en Engelse bleke ales op fust.

## Kenmerken
- Alfazuur: 3 – 6%
- Bètazuur: 4 ,4%
- Eigenschappen: fijne aromahop